# جوديث جونز
جوديث جونز (بالإنجليزية: Judith Jones)‏ هي محرِّرة أمريكية، ولدت في 10 مارس 1924 في فيرمونت في الولايات المتحدة، وتوفيت بنفس المكان في 2 أغسطس 2017.